# 데이비드 앤더스
데이비드 앤더스(David Anders, 1981년 3월 11일 ~ )는 미국의 배우이다.

## 출연 작품

### 영화
- The Source (2001)
- 레버넌트 (2009)
- 일리언 (2009)
- 블루스톰 2 (2009, Into the Blue 2: The Reef)
- Neighbors (2012) - 단편

### 텔레비전
- 앨리어스 (2002-06)
- 히어로즈 (2007-10)
- 뱀파이어 다이어리 (2010-14, 2017)
- 네세서리 러프니스 (2013)
- 아이좀비 (2015-19) - 블레인 드비어스 역